# Fernando Andina
Fernando Andina (Madrid, 22 mai 1976) est un acteur espagnol.
Il a étudié l'art dramatique en Espagne et aux États-Unis. Son premier rôle important a été dans la série télévisée Al salir de clase.

## Filmographie
- El Palo (2001), d'Eva Lesmes.
- Más de mil cámaras velan por tu seguridad (2003), de David Alonso
- El último alquimista (2005), de Nicolás Caicoya.
- El ciclo Dreyer (2006), d'Álvaro del Amo.

### Court métrage
- Gatos (2002), de Toni Bestard et Adán Martín

## Télévision
- Al salir de clase (2000-2001). (Telecinco).
- El comisario (2002-2009). (Telecinco).
- Sin tetas no hay paraíso (2009). (Telecinco).
- Gavilanes (2010-2011). (Antena 3).
- Physique ou Chimie (Física o Química) (2011, Antena 3).

## Théâtre
- Hillbillie wedding
- Aspirina para dos
- Annie get your gun
- Los engranajes
- Tierra de nadie